# Star 266M2
Star 266M2 – polski terenowy samochód ciężarowy, stanowiący modernizację samochodów Star 266 prowadzoną przez Autobox Innovations w Starachowicach na zlecenie Sił Zbrojnych Rzeczypospolitej Polskiej.
Modernizacja obejmuje remont kapitalny wszystkich układów podwozia: ramy, mostów napędowych i skrzyni rozdzielczej oraz montaż nowego silnika, skrzyni biegów i przebudowanej kabiny kierowcy.
Spółka Autobox, należąca do Grupy Zasada, była podwykonawcą części prac (przebudowy ramy i remontu skrzyni) przy modernizacji fabrycznej ciężarówek Star 266M. Program ten został zakończony przez koncern MAN w 2007 roku, z powodu zakończenia produkcji kabin serii L/M2000 w Europie, dlatego Autobox w 2009 roku przedstawił własną propozycję modernizacji. W 2011 roku wojsko przeprowadziło badania zmodernizowanego samochodu i zaakceptowało przebudowę. Od 2011 roku ciężarówki te, pod oznaczeniem Star 266M2, dostarczane są Siłom Zbrojnym RP, zarówno w wersji skrzyniowej, jak i z zabudowami specjalistycznymi, także wykonywanymi przez tę spółkę.
Do 2022 roku zmodernizowano ok. 1700 pojazdów. Dostawy są przewidywane do około 2027 roku.

## Opis techniczny
Nowy turbodiesel z zaworem upustowym Iveco Tector 4 F4AE0481 z wysokociśnieniowym wtryskiem common rail, rzędowy, 4 cylindrowy, 125 kW / 170 KM przy 2700 obr./min, maksymalny moment obrotowy 560 Nm przy 1200 obr./min. Nowa 6 biegowa skrzynia biegów Eaton FS-5206B. Zamiast dwóch zbiorników na paliwo o pojemności 150 l, wprowadzono jeden 200 l.

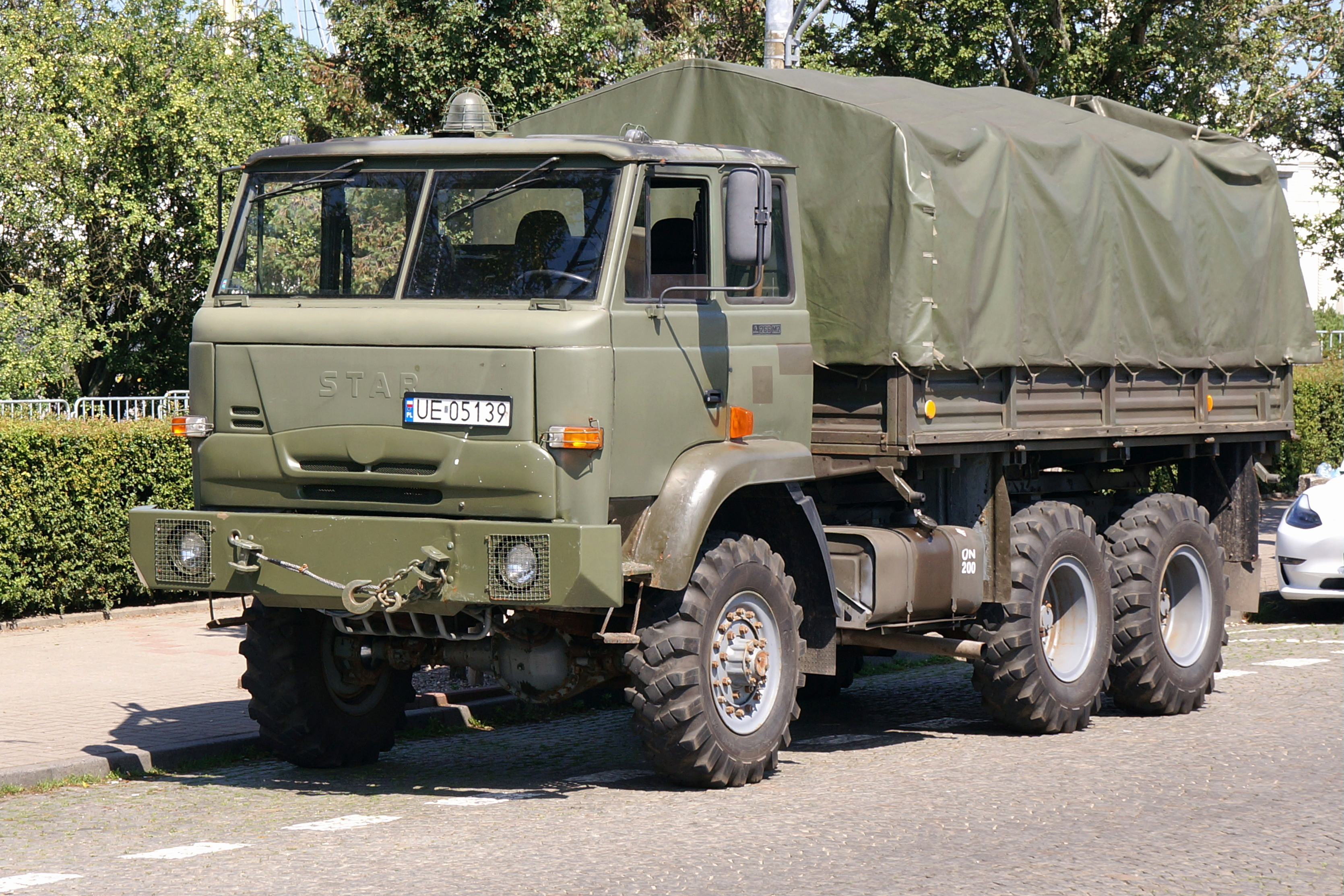
Pierwsza modernizacja Stara 266 z przebudowaną kabiną

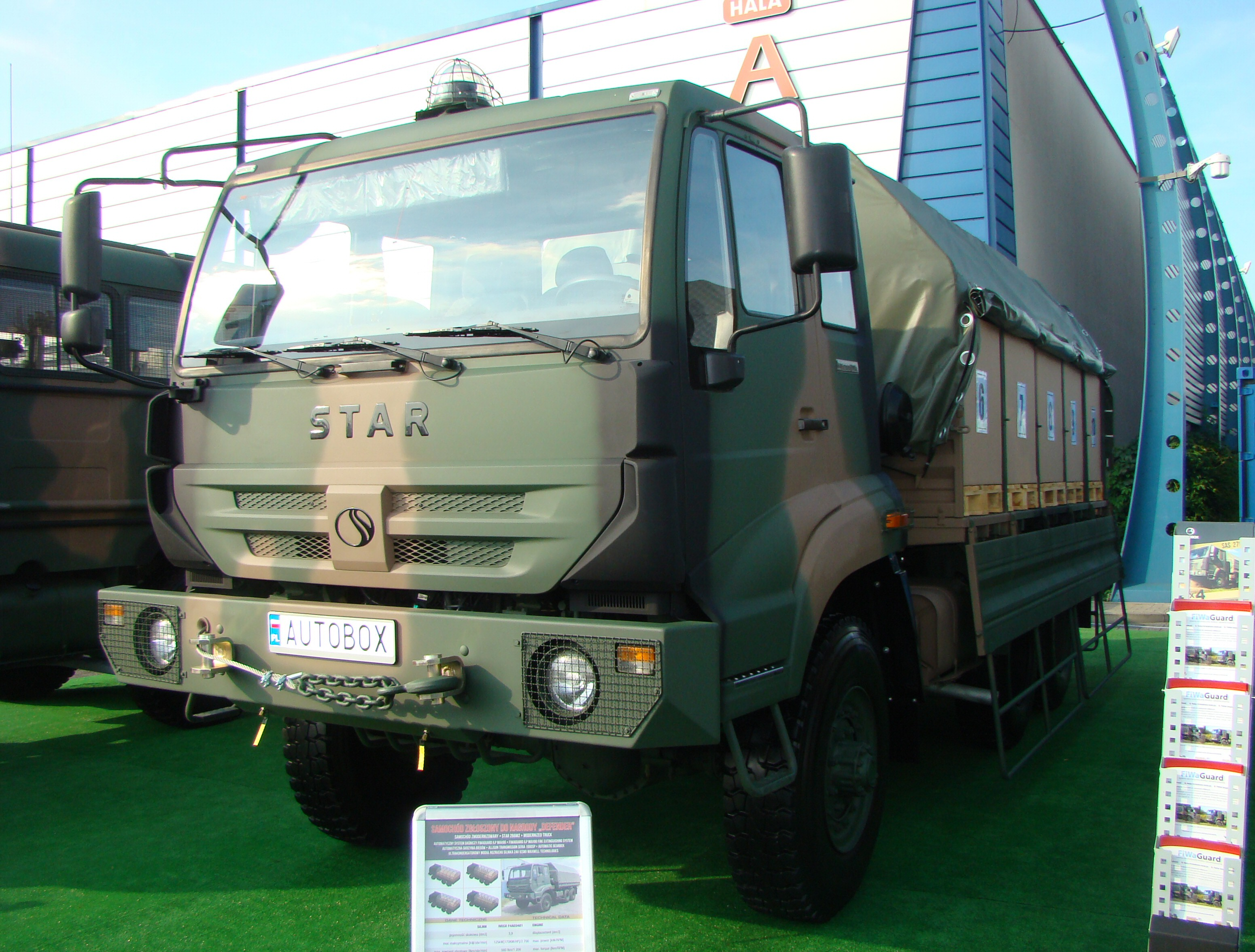
Star 266M2 z nową kabiną (od 2015)

Początkowo stosowano oryginalną kabinę kierowcy, lecz przebudowaną poprzez przystosowanie jej do odchylania za pomocą siłownika hydraulicznego, zabudowy stałego tunelu komory silnika, całkowitą wymianę wygłuszeń, foteli, instalacji elektrycznej i deski rozdzielczej. Dzięki obniżeniu tunelu silnika, zastosowano trzy fotele w przednim rzędzie w miejsce dwóch. Wprowadzono dzielone szyby drzwi z usprawnionym mechanizmem opuszczania oraz całkowicie nowe atrapę przednią z tworzywa, podnoszoną na sprężynach gazowych, i grubszy zderzak przedni z reflektorami (jak w Star 944). Zmiana płyty podłogowej w starej kabinie jednak była rozwiązaniem nieoptymalnym. Od połowy 2015 roku natomiast montowane są nowe kabiny, importowane z Chin, z powiązanej z Manem spółki Sinotruck, wywodzące się z linii kabin MAN L/M2000 (stosowanych w Star 266M).
Zastosowano również nową, poszerzoną skrzynię ładunkową w celu optymalizacji przewozu europalet (wymiary skrzyni 4045×2450 mm). 
W 2018 roku producent przedstawił prototyp Stara 266M2 z automatyczną skrzynią biegów Allison 2500.